# Theo de Meester
Theodoor Herman (Theo) de Meester (* 16. Dezember 1851 in Harderwijk; † 27. Dezember 1919 in Den Haag) war ein niederländischer Politiker der Liberale Unie.
Der frühere Administrator von Niederländisch-Indien bekleidete vom 17. August 1905 bis zum 12. Februar 1908 die Ämter des niederländischen Ministerpräsidenten (genauer: des Vorsitzenden des Ministerrats) und des Finanzministers in Personalunion. Er scheiterte sowohl 1906 als auch 1907 mit seinem Verteidigungshaushalt im Parlament, was letztlich zu seiner Demissionierung führte.